# 克勒茲河
克勒茲河（法語：Creuse，法語發音：[kʁøz] ⓘ）是法國的河流，位於該國西部，屬於維埃納河的右支流，流經克勒兹省、安德尔省、安德尔-卢瓦尔省和维埃纳省，河道全長263.38公里，流域面積10279平方公里，平均流量每秒85立方米。

## 外部連結
- http://www.geoportail.fr（页面存档备份，存于）
- Sandre数据库中的克勒茲河